# Alf Poier
Alfred (Alf) Poier (Judenburg, Estíria, 22 de fevereiro de 1967-) é um artista (comediante), músico e cantor austríaco.
Nascido em Judenburg, na Estíria. Ele começou por fazer cabaré em Graz, em 1995 onde conseguiu vencer vários prémios pelo seu trabalho. incluindo o Salzburger Stier em 1998, o Deutscher Kleinkunstpreis, Prix Phanteon e RTL Comedy Award em 2000 e o prémio austríaco Karl em 2002.

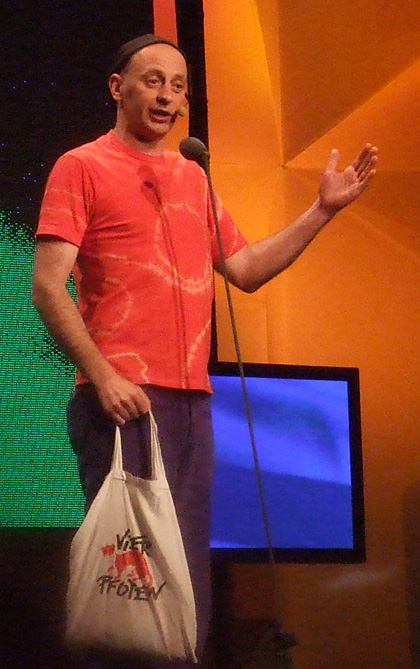
Alf Poier em 2008.

Em 2003, Poier participou no Festival Eurovisão da Canção 2003 e conseguiu um sexto lugar com a canção Weil der Mensch zählt ("O Homem é Medida de Todas as Coisas"). A canção é uma paródia aos excessos do Festival Eurovisão da Canção.
Se bem que o resultado final tenha sido melhor do que as previsões, Poier não ficou satisfeito com a classificação obtida, dizendo que a sua "fraca" classificação era uma vergonha, que a Europa tinha mostrado não ter gosto musical.
Em 2005, tentou voltar à Eurovisão, mas foi batido pela banda de folk Global Kryner.

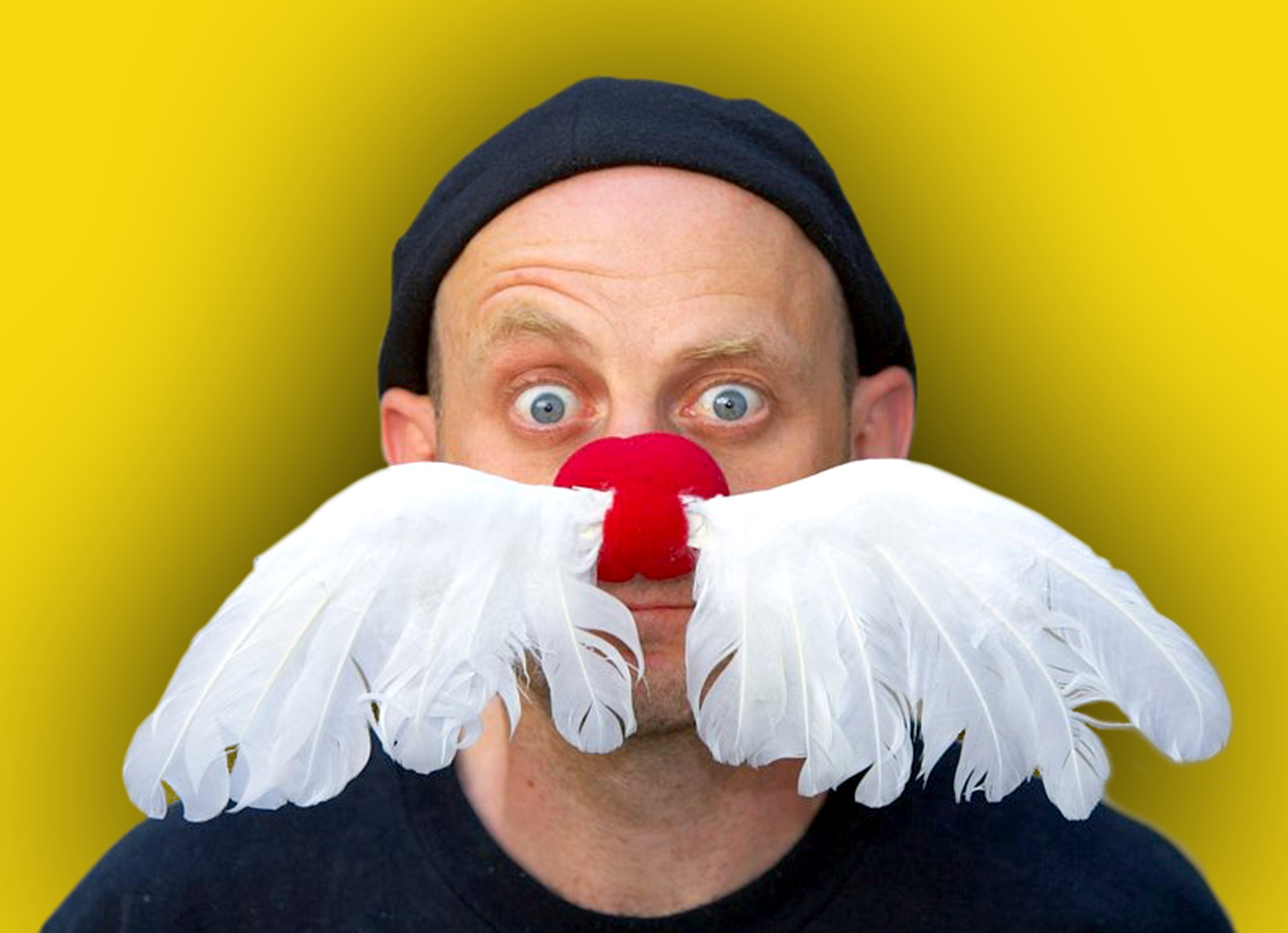
Alf Poier.